# L118 105mm榴弾砲

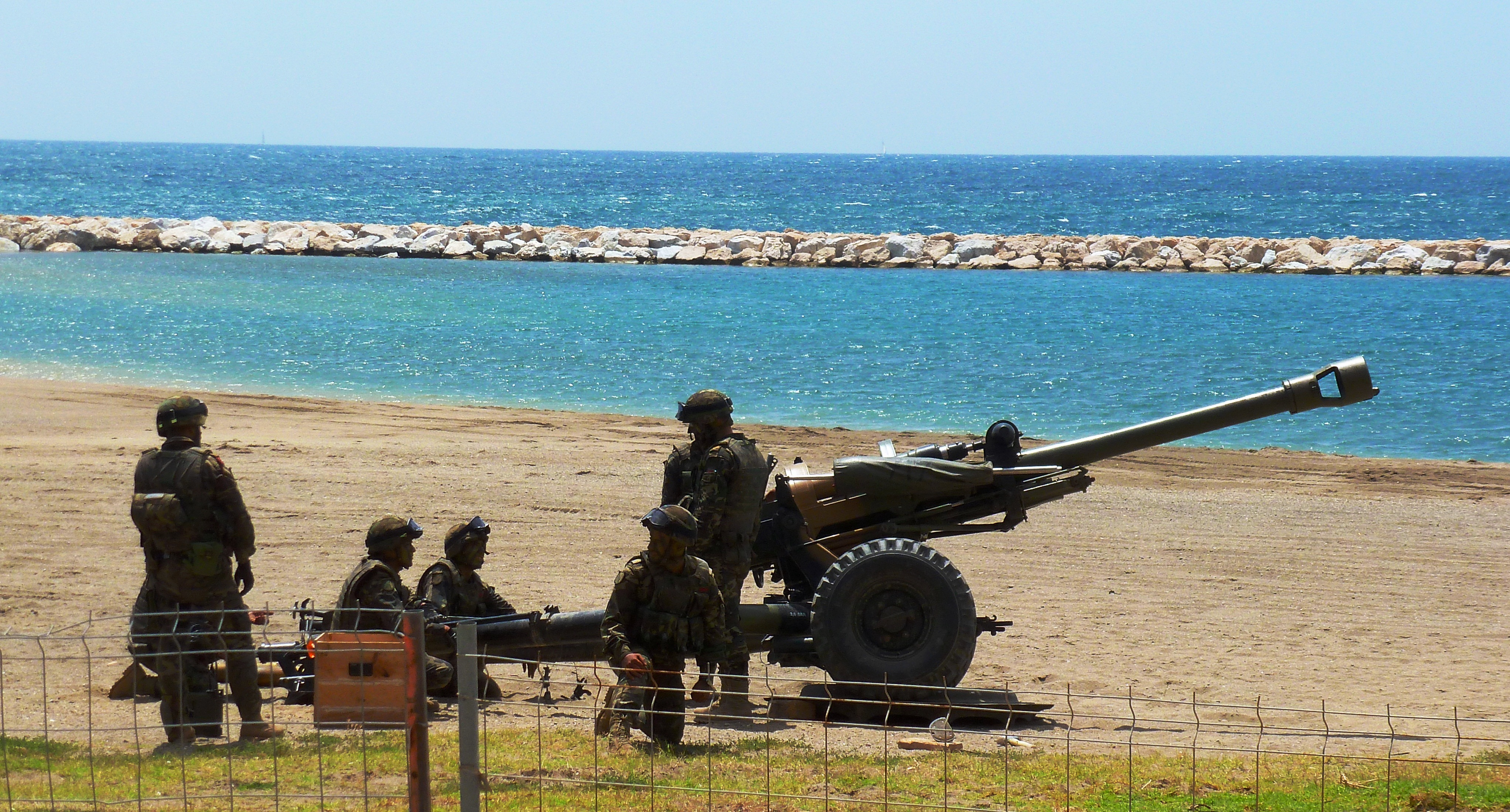
スペイン外人部隊のL118 105mm榴弾砲

L118 105mm榴弾砲（英: L118 Light gun;直訳はL118軽量砲）は、イギリス製の榴弾砲である。1970年代にイギリス陸軍に採用され、アメリカ合衆国がM119として制式化したのを始めとして、世界中で広く使用されている。

## 開発
1960年-1970年代半ばにかけて、イギリス陸軍はQF 25ポンド砲やM116 75mm榴弾砲の後継としてイタリア製のオート・メラーラMod56 105mm榴弾砲をライセンス生産したL5 105mmパックハウザーを制式採用していた。L5はもともとイタリアの山岳部隊用に設計された山砲的性格の強い榴弾砲であったため、ヘリコプターで吊り下げての輸送や、分解してのパラシュート投下、ランドローバーなどの車両による牽引などで容易く輸送できたが、射距離が短いために敵砲兵の対砲兵砲撃に対して脆弱であった。
特に1963年にソビエト連邦が開発したD-30 122mm榴弾砲は、当時の軽榴弾砲としては異例の15kmもの長射程を有しており、これを相手にするには甚だ不利であった。そこで、イギリス陸軍は小型軽量でありながら従来の105mm榴弾砲よりも長射程の105mm榴弾砲の開発をロイヤル・オードナンス（現在のBAE システムズ・ランド・アンド・アーマメンツ）に依頼し、同社が開発したのがL118である。

## 概要
L118の砲架の脚は、軽量化と射撃準備時間の短縮も兼ねて、開脚式砲架ではなくV字型に近い箱型砲脚を採用している。さらに、射撃時には車輪の下に円盤状の台座を敷き、砲本体とワイヤーで固定することで、砲架の脚を持ち上げての全周旋回を容易に行えるようにする設計など、第二次世界大戦中にイギリス軍の主力野戦砲であったQF 25ポンド砲の影響を強く受けている。

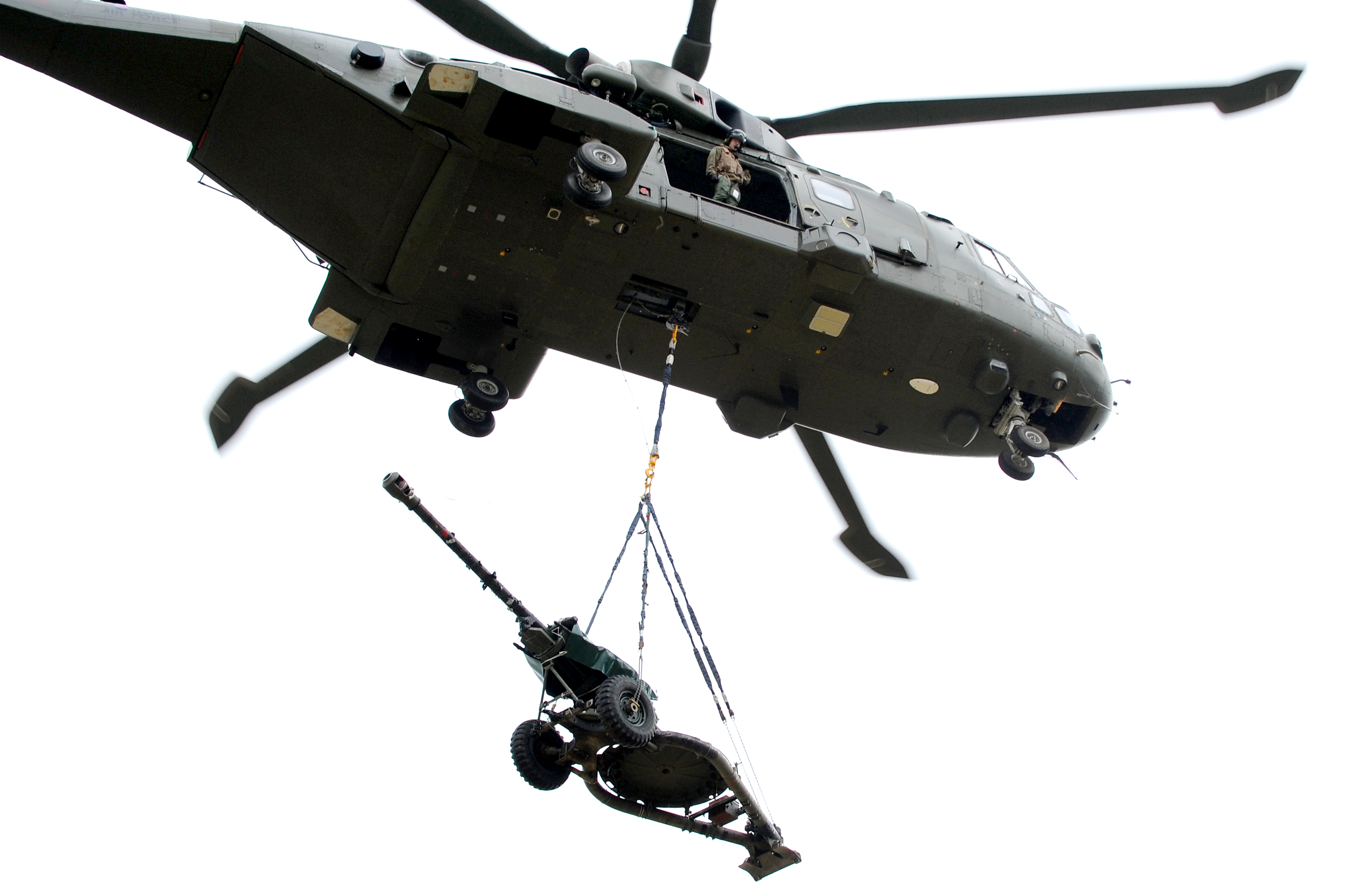
QF 25ポンド砲の影響を受けた、L118の単脚式砲架と車輪下の円盤状の台座（イギリス空軍のマーリン HC.3に吊り下げたときの写真）

L118は、トラックやランドローバーなどで容易に牽引が可能なうえ、ヘリコプターでもSA330 ピューマやシーキングなどに吊り下げての輸送が可能であるため、運用柔軟性は従来のL5 パックハウザーと比較してほとんど失われていないが、砲身が長くなったため牽引時には砲身を後方に向ける必要がある。
射距離は、標準型の榴弾で17,200mあり、従来の105mm榴弾砲を大きく上回る長射程がL118の最大の特徴である。

## 実戦投入
L118が初めて実戦に投入されたのは、1982年のフォークランド紛争である。この紛争においてイギリス軍は、フォークランド諸島に30門（5個中隊）のL118を揚陸させて同諸島における地上戦に投入した。特に島都ポートスタンリーの奪還作戦においては、アルゼンチン軍が装備するM56 パックハウザーやM101のような従来型の105mm榴弾砲を上回る長射程を活かしてアルゼンチン軍の陣地に対する砲撃を有利に行うことができた。
その後、湾岸戦争やアフガニスタン戦争、イラク戦争などにおいてもイギリス軍はL118を投入した他、アメリカ陸軍もアフガニスタン戦争やイラク戦争において、同砲の改良型であるM119を投入している。
また、エディンバラ城において午後1時に大砲の空包を一発だけ発射するワン・オクロック・ガンにもこの砲が採用されている。

## 諸元・性能
諸元
- 制式名: L118
- 種別: 榴弾砲
- 口径: 105mm
- 砲身長: 3885mm（37口径）
- 重量: 1,858kg
- 全長: 8.8m
- 全幅: 1.78m
- 全高: 2.13m
- 砲員数: 6名

作動機構
- 砲尾: 手動垂直鎖栓式閉鎖機
- 反動: 液気圧式駐退復座装置
- 砲架: 装輪箱型式脚

性能
- 俯仰角: -100ミル（-5.625°）~1,244ミル（69.975°）
- 旋回角: 左右に100ミル（5.625°）ずつ
※台座に乗せた場合は、360度全周旋回が可能
- 初速: 709メートル毎秒
- 最大射程: 17,200m（標準榴弾使用時）, 20,600m（BB弾使用時）
- 発射速度: 6-8発/分（最大）

砲弾・装薬
- 弾薬:
- 砲弾: 分離装薬筒

## 派生型
L119
NATO標準規格の105x372mmR半完全弾薬筒を使用可能にした型。イギリス軍では王立砲兵学校（Royal School of Artillery）の訓練用としてのみ使用されていたが、L5 パックハウザー用に生産備蓄されていた105x372mmR半完全弾薬筒の在庫が払底した2005年ごろに運用を終了し、L118に更新された。
ただし、輸出については、M101 105mm榴弾砲など既存の105mm榴弾砲と砲弾を共用可能なことから広く使われている。このL119をアメリカ合衆国がライセンス生産して採用したのがM119である。

## 採用国

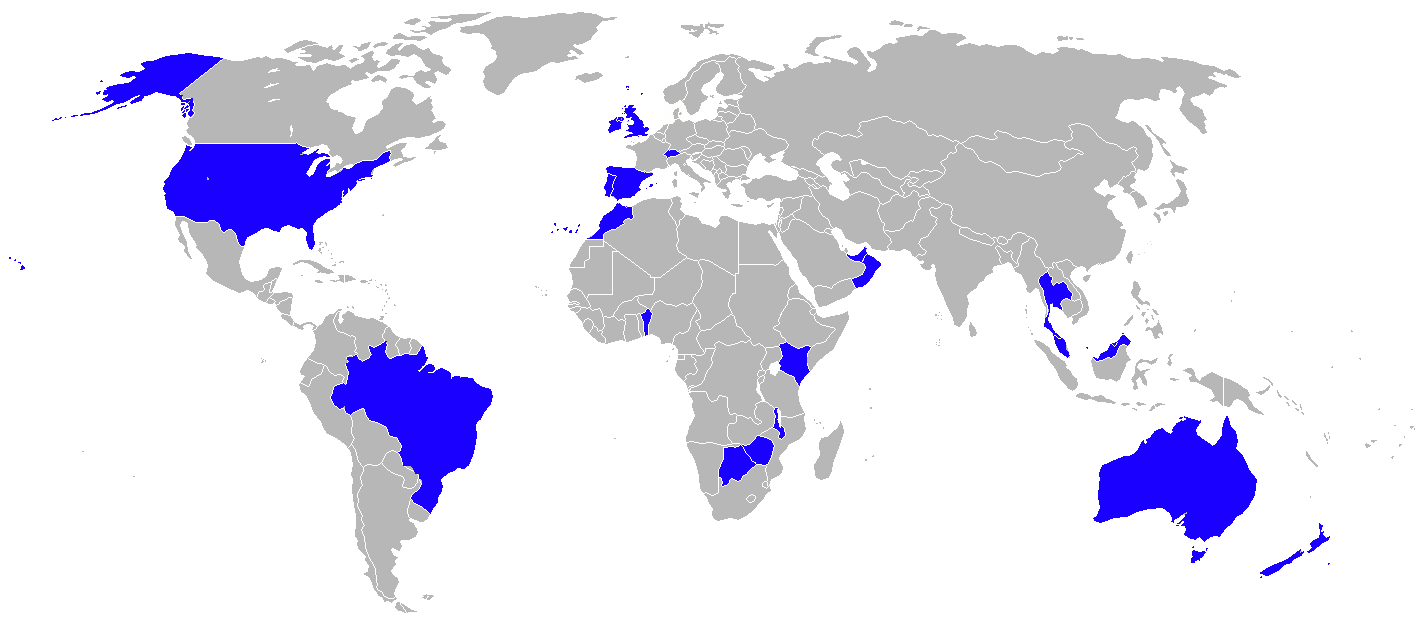
L118/L119の採用国

- オーストラリア
- ベナン
- ボツワナ
- ブラジル
- ブルネイ
- アイルランド[注釈 3]
- ケニア
- マラウイ[注釈 4]
- マレーシア
- モロッコ[注釈 5]
- ネパール[注釈 6]
- ニュージーランド
- オマーン[注釈 7]
- ポルトガル
- スペイン
- スイス
- タイ
- アラブ首長国連邦
- イギリス
- アメリカ合衆国